# Sinagogas y museo judío de Ferrara
Las sinagogas y el museo judío de Ferrara se encuentran en via Mazzini 95, en el área del antiguo gueto. El establecimiento de los judíos en la zona se remontan a 1485, cuando el rico banquero romano Ser Samuel Melli donó su casa en via Sabbioni (actual via Mazzini) a la comunidad judía de Ferrara, con la finalidad de acoger la sede de sus instituciones. Posteriormente en el edificio se crearon sinagogas, que aún existen, y más actualmente el museo judío, alojado (hasta el terremoto de 2012 que azotó la ciudad) en cuatro salas en el piso superior.

## Sinagogas
Las tres sinagogas del edificio todavía están en uso hoy, excepto una. Como es típico en los guetos, nada delata la presencia de lugares de culto desde el exterior, mientras que los interiores están ricamente decorados. La Scola alemana, la más grande, todavía se usa hoy para las ceremonias más solemnes, mientras que el Oratorio Fanese, más pequeño, que data del siglo XIX, se usa para los ritos de los sábados. La tercera sinagoga fue la Scola italiana, caracterizada por una gran sala, que hoy se utiliza para eventos culturales. Las antiguas sinagogas sufrieron saqueos y estragos durante la Segunda Guerra Mundial. El 21 de septiembre de 1941, un grupo de fascistas locales derribó las puertas de la Scola Fanese y de la Scola alemana, destruyendo el mármol y parte del mobiliario. Más grave aún fue la devastación durante el período de la ocupación nazi que también afectó la sala de la Scola italiana.

### La Scola alemana
Se ingresa por un pequeño vestíbulo. A la derecha, el muro aparece con cinco ventanas que iluminan el entorno desde un patio interior. En el lado opuesto hay grandes medallones de estuco con ilustraciones alegóricas del libro de Levítico, atribuidas a Gaetano Davia, autor de las decoraciones del Teatro Comunale. En la parte inferior está el aron del siglo XVII, en madera oscura, tallado con motivos florales, y con dos puestos a los lados de la Scola italiana. La bimah, alguna vez en el centro de la sala, fue desplazada frente al aron en el período de emancipación. El resto de la habitación está ocupada por dos filas de bancos. Desde el atrio, se accede con una rampa escalonada al pequeño y elegante matroneo recientemente restaurado, con vista a la sala enrejada con un pequeño motivo de media luna. En una vitrina hay tejidos expuestos de apreciable valor.

### La Scola Fanese (u Oratorio Fanese)
La puerta del oratorio proviene de la Sinagoga de Cento y estaba montada al revés, de modo que las palabras "los justos vienen a mí" son legibles desde el interior. La habitación está decorada con estucos e iluminada por dos grandes ventanales que dan a un patio interior. No hay galería de mujeres. Entre los muebles, destacan el púlpito del siglo XIX con estucos verdes y dorados (también de la Sinagoga de Cento) y los dos enormes tronos de mármol a ambos lados del arca.

### La Scola italiana
En el gran salón de la antigua sinagoga, ahora utilizado para eventos culturales y fiestas, hay tres preciosos aronot del siglo XVIII, restaurados en 1957. La central es la parte de madera del aron de la propia Scola italiana, las otras dos proceden de la antigua Scola española de Ferrara, ahora abandonada. En las paredes ahora se colocan estanterías para libros.

## Museo Judío
Fundado en 1997, el Museo Judío se encuentra en el último piso del complejo. Inicialmente constaba de tres salas, de las seis actuales ya que en 2002 se reorganizó y amplió con la adición de tres habitaciones más: las dos primeras presentan una síntesis de la vida religiosa y las fiestas judías, las otras ilustran la historia de la comunidad judía de Ferrara. Está temporalmente cerrado para su restauración tras el terremoto de 2012.

#### Sala I
Por un lado está la reconstrucción de los elementos esenciales de una sinagoga: el arón policromado (gabinete que contiene los rollos de la Torá) y la bimah (podio en el que el rabino lee la Torá) tallados con motivos florales, datan del siglo XIX y provienen de la Comunidad de Cento. Del techo cuelga el ner tamid (luz eterna, siempre encendida en las sinagogas en funcionamiento, en memoria del candelabro del Templo de Jerusalén) y sobre la bimah se coloca un Sefer Torah (Rollo de la Torá) con los adornos que lo cubren cuando se coloca en el armario: manto(meil), corona(keter), puntas(rimmonim), placa(tas).
Frente a la bimah hay un banco que probablemente se remonta a la primera sinagoga en Ferrara del siglo XV, sobre el cual se pueden leer tres fragmentos de madera con algunos versos del Kadish (la oración por los fallecidos). En esta sala también se exhiben un libro de Salmos impreso en Mantua en 1761 y un libro de oraciones impreso en Venecia en 1772, dos candelabros del siglo XVII, primero en la sinagoga alemana, y una gran corona de oro del Templo italiano.

#### Sala II
Está dedicado a festividades y aniversarios, ilustrado en una gran vitrina en el centro de la sala. En las ventanas hay objetos rituales, algunos textos para Pascua (Haggadot) y el libro de Ester (Megillot, leído con motivo de Purim, el carnaval judío) y otros que solo tienen carácter decorativo.

#### Sala III
Los objetos que aquí se exhiben ilustran los principales momentos de la vida judía: una sillón de Elías lacado en verde del siglo XVIII de Lugo (utilizada durante el rito de la circuncisión) y objetos relacionados con la circuncisión (Brit Milá), una placa de plata para el Pidión HaBén, el rescate del primogénito (la ceremonia en la que se ofrece una suma simbólica en la sinagoga para el primer hijo), y dos ketubots (contratos matrimoniales) redactados en Ferrara en 1880 y 1908.
Aquí también hay un hisopo de madera del xviii procedente de Cento, en el que está grabada en el reverso la palabra shalom, paz, también legible como shaloh, suya. Es un objeto en uso solo en algunas comunidades, como Ferrara, Mantua y Padua, para comprobar que las tumbas no fueron violadas: el hisopo se colocó en la superficie de arena que cubría el cadáver antes de que se colocara la placa de mármol -un año después de su muerte- y la inscripción resultante se cubrió con un azulejo; si permanecía intacta, la tumba no había sido violada. La sala está cerrada por dos fragmentos de estelas sepulcrales que datan del siglo XVI y 1675.

#### Sala IV
Esta sala documenta los lugares de la vida judía en Ferrara: en las paredes hay reconstrucciones de los edificios de las sinagogas de Ferrara, por Francesco Corni, mientras que en las ventanas centrales se conservan pases de la época del gueto y en las ventanas a los lados de las ventanas algunos documentos de finales del siglo XIX sobre las actividades comerciales de los judíos en Ferrara.

#### Sala V
En las dos últimas salas se encuentra la historia de la comunidad judía de Ferrara. Aquí encontramos narrada la época del gueto: se exponen las imponentes llaves de las puertas y los documentos que ilustran la vida dentro de las puertas. También se pueden admirar dos de los 17 volúmenes del "Pahad Izhak" (Miedo a Isaac), la enciclopedia talmúdica de Isaac Lampronti publicada en Venecia entre 1750 y 1753. A través de varios facsímiles de portadas de volumen impresas en hebreo, español y portugués, así como de la floreciente prensa judía en Ferrara entre la primera y segunda mitad del siglo XVI.

#### Sala VI
Está dedicado a la época de la emancipación y a la primera mitad del siglo XX. Hay documentos expuestos sobre los trastornos que vive la comunidad entre finales del siglo XVIII y mediados del siglo XIX hasta la apertura definitiva de las puertas del gueto en 1859. Un amplio espacio está dedicado a la participación de los judíos de Ferrara en el nacimiento del sionismo. También se exhiben documentos sobre las persecuciones nazi-fascistas, incluido un cuaderno de 1944 en el que se registraba la comida administrada a los judíos encerrados en el Templo italiano por la policía de la República Social Italiana.

### Después del terremoto de 2012
Tras el terremoto que azotó la ciudad de Ferrara en 2012, el museo se cerró al público. Desde diciembre de 2014 gran parte del material anteriormente expuesto aquí ha sido trasladado a las instalaciones del nuevo Museo Nacional del Judaísmo Italiano y la Shoah en via Piangipane 81 en Ferrara, que ha estado abierto, con sus primeras salas, desde 2011.

## Otros proyectos
- Wikimedia Commons contiene imágenes u otros archivos de las Sinagoghe e museo ebraico di Ferrara